# 东城街道 (阳城县)
东城街道，是中国山西省晋城市阳城县下辖的一个类似乡级单位（但不是正式的乡级街道行政区划）。

## 行政区划
东城街道共辖以下地区：
蒿峪村、尹家沟村、美泉村、上孔村、下孔村、孔西村、小庄村。